# Парламентские выборы в Македонии (2016)
Досрочные парламентские выборы в Республике Македонии состоялись 11 декабря 2016 года, первоначально выборы были запланированы на 24 апреля, а затем 5 июня.
Затем власти Македонии отменили проведение парламентских выборов из-за политического кризиса. Парламентарии не смогли назначить новую дату выборов.

## Предыстория
Выборы были назначены в рамках соглашения, заключённого при посредничестве Европейского союза, для того, чтобы прекратить протесты против правительства Николы Груевского. Демонстрации были вызваны после прослушивания телефонных разговоров высокопоставленными политиками и сотрудниками спцслужб. С 20 октября 2015 года, было установлено переходное правительство из двух главных партий, ВМРО-ДПМНЕ и СДСМ. Новый прокурор был назначен для расследования деятельности премьер-министр Никола Груевски и министров правительства. В соответствии с Соглашением, подписанным в Пржно в середине декабря 2015 года, Груевский должен был уйти с поста премьер-министра за 120 дней до выборов. Спикер парламента Трайко Веляновский подтвердил дату выборов — 18 октября.

## Система голосования
На выборах было избрано 123 депутата Собрания — 120 в шести многомандатных избирательных округах и три — за границей. Три мандата, которые должны были представлять македонцев, живущих за границей, а именно в Европе и Африке (1 мандат), Северной и Южной Америке (1 мандат) и Азии, Австралии и Океании (1 мандат), не были избраны, из-за низкой явки в округах заграницей.

## Партии, принявшие участие на выборах
- Внутренняя македонская революционная организация — Демократическая партия за македонское национальное единство
- Социал-демократический союз Македонии
- Демократический союз за интеграцию
- Движение Беса
- Албанский альянс
- Демократическая партия албанцев
- Македонский альянс ВМРО
- Левые
- Коалиция за справедливость и правду — Третий блок
- Либеральная партия Македонии
- Партия демократического процветания

## Результаты
| Партия                                                          | Партия                                                   | Голосов   | %     | Мест | +/-          |
| --------------------------------------------------------------- | -------------------------------------------------------- | --------- | ----- | ---- | ------------ |
|                                                                 | коалиция ВМРО-ДПМНЕ                                      | 454 577   | 39,39 | 51   | ▼10          |
|                                                                 | коалиция Социал-демократического союза                   | 436 981   | 37,87 | 49   | ▲15          |
|                                                                 | Демократический союз за интеграцию                       | 86 796    | 7,52  | 10   | ▼9           |
|                                                                 | Движение Беса                                            | 57 868    | 5,01  | 5    | новая партия |
|                                                                 | коалиция «Албанский альянс»                              | 35 121    | 3,04  | 3    | новая партия |
|                                                                 | Демократическая партия албанцев                          | 30 964    | 2,68  | 2    | ▼5           |
|                                                                 | Македонский альянс ВМРО                                  | 24 524    | 2,13  | 0    | новая партия |
|                                                                 | Левые                                                    | 12 120    | 1,05  | 0    | новая партия |
|                                                                 | Коалиция «Блок за правду и справедливость — Третья сила» | 10 028    | 0,87  | 0    | новая партия |
|                                                                 | Либеральная партия                                       | 3840      | 0,33  | 0    | ▬0           |
|                                                                 | Партия демократического процветания                      | 1143      | 0,10  | 0    | ▬0           |
| Испорченных/недействительных бланков                            | Испорченных/недействительных бланков                     | 37 870    | -     | -    | -            |
| Всего                                                           | Всего                                                    | 1 191 832 | 100   | 120  | ▼3           |
| Зарегистрировано избирателей/явка                               | Зарегистрировано избирателей/явка                        | 1 784 416 | 66,79 | -    | -            |
| Source: SEC Архивная копия от 18 января 2017 на Wayback Machine |                                                          |           |       |      |              |